# Francisco Primo de Verdad National Airport
Francisco Primo de Verdad National Airport är en flygplats i Mexiko.   Den ligger i kommunen Lagos de Moreno och delstaten Jalisco, i den centrala delen av landet, 400 km nordväst om huvudstaden Mexico City. Francisco Primo de Verdad National Airport ligger 1 886 meter över havet.
Terrängen runt Francisco Primo de Verdad National Airport är huvudsakligen platt, men västerut är den kuperad. Runt Francisco Primo de Verdad National Airport är det ganska tätbefolkat, med 56 invånare per kvadratkilometer. Närmaste större samhälle är Lagos de Moreno, 10,8 km norr om Francisco Primo de Verdad National Airport. I omgivningarna runt Francisco Primo de Verdad National Airport växer huvudsakligen savannskog.